# GSC2816-1364
GSC2816-1364 — хімічно пекулярна зоря спектрального класу O, що має видиму зоряну величину в смузі V приблизно 10,0.